# Transcode
Transcode — свободный кодировщик аудио и видео для Unix-подобных систем с интерфейсом командной строки. Использует библиотеку libavcodec проекта FFmpeg, и поддерживает многочисленные аудиовидеокодеки (включая DV, MPEG-2, Xvid, H.264, а также все кодеки libavcodec). Также включает различные фильтры для подавления шума, деинтерлейсинга, сглаживания, увеличения резкости (шарпенинг) и т.д. Transcode был создан главным образом, для работы с контейнером AVI, и на данный момент имеет лишь ограниченную поддержку современных контейнеров. Например, текущие версии transcode не поддерживают мультиплексирование в популярный контейнер MP4; для этой цели приходится использовать внешние программы. Кроме основного инструмента кодирования transcode, в пакет входит ряд вспомогательных инструментов (avimerge, avisplit, tccat, tcextract и т.д.) для мультиплексирования, соединения и прочих подобных операций на мультимедийных файлах и потоках.
Transcode выпускается с 2001 года. Проект разработан для Linux и других UNIX-подобных операционных систем. Windows не поддерживается, и работа над поддержкой Windows не входит в планы разработчиков.